# Michel Morphy
Pour les articles homonymes, voir Morphy.
Michel Jules Morphy-Mac Sweeny dit Michel Morphy, né à Paris[réf. nécessaire] le 15 avril 1863 et mort le 23 janvier 1928 à Rueil en Seine-et-Oise (aujourd'hui Rueil-Malmaison dans les Hauts-de-Seine), est un journaliste et un romancier populaire français.
Il a également publié sous les noms de Coustillier, Charles Desromers, Maximilien Lennat et Morphée.

## Biographie
Fils d'un professeur d'anglais originaire de Londres, Michel Morphy commence à fréquenter très jeune les milieux socialistes et anarchistes de la capitale. Il fera l'objet de nombreuses condamnations à des peines d'amende et de prison et sera exilé à plusieurs reprises. C'est à Londres qu'il rencontre l'exilé Hector France, un romancier anticlérical et anticolonialiste qui fut communard, directeur du journal L'Avenir. 
Il travailla pour l'éditeur socialiste Maurice Lachâtre et fut l'ami de Louise Michel. Il fonda plusieurs journaux, dont L'Anti-Ferry, puis se spécialisa dans le roman-feuilleton et devint un partisan et un proche du général Boulanger dont il se fit biographe. Il fut le proche ami d'Aristide Bruant, collaborant à son journal, La Lanterne de Bruant, et lui servant de nègre. Il partageait avec Bruant son nationalisme et sa table. La veine nationaliste marque notamment ses quatre volumes du Commandant Marchand et ses compagnons d'armes à travers l'Afrique, récit très documenté, révélateur de l'idéologie de la colonisation fin de siècle. 
Sa série des Mignon connut un succès considérable et était encore éditée dans les années 1960. N'ayant vécu que de sa plume, il s'était fait construire, avant 1900, un hôtel particulier par l'architecte Pierre Humbert au 6-10 rue du Parc-de-Montsouris  dans le 14e arrondissement de Paris et possédait l'îlot et le fort de Perharidy à Santec près de Roscoff.

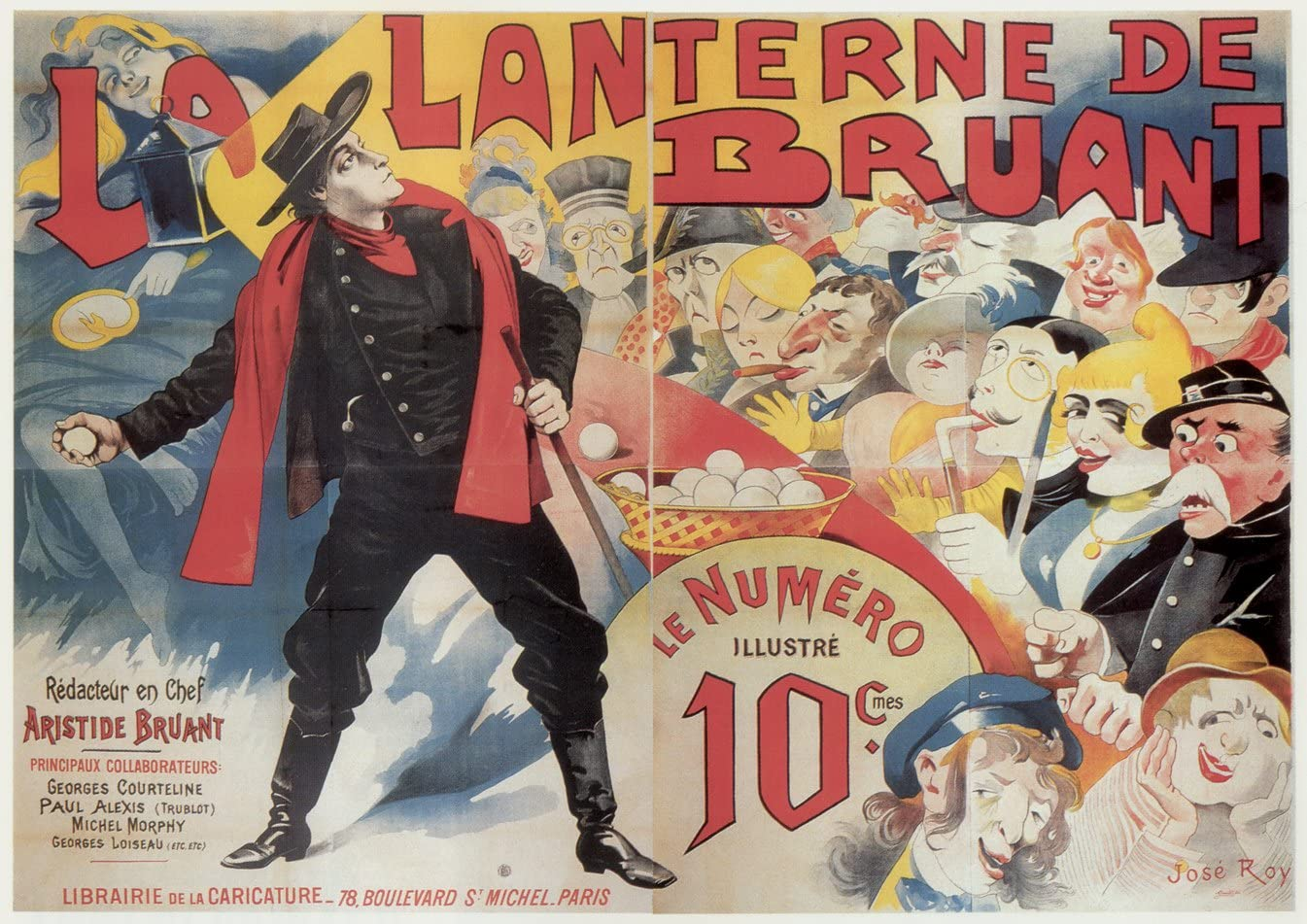
La Lanterne de Bruant, affiche lithographiée d'après José Roy (vers 1897).

Mort subitement dans sa « maison tournante », au no 203 avenue de Paris à Rueil-Malmaison où il venait à peine d'emménager, son corps fut incinéré au crématorium du cimetière du Père-Lachaise (case N°116). Marié en décembre 1884 et veuf depuis juillet 1912, Michel Morphy est le père de Georges, Ritta et Louise.
Louise Morphy eut également une petite notoriété en littérature en publiant notamment des romans policiers dans les années 1930.

## Œuvres
sous le nom de Michel Morphy

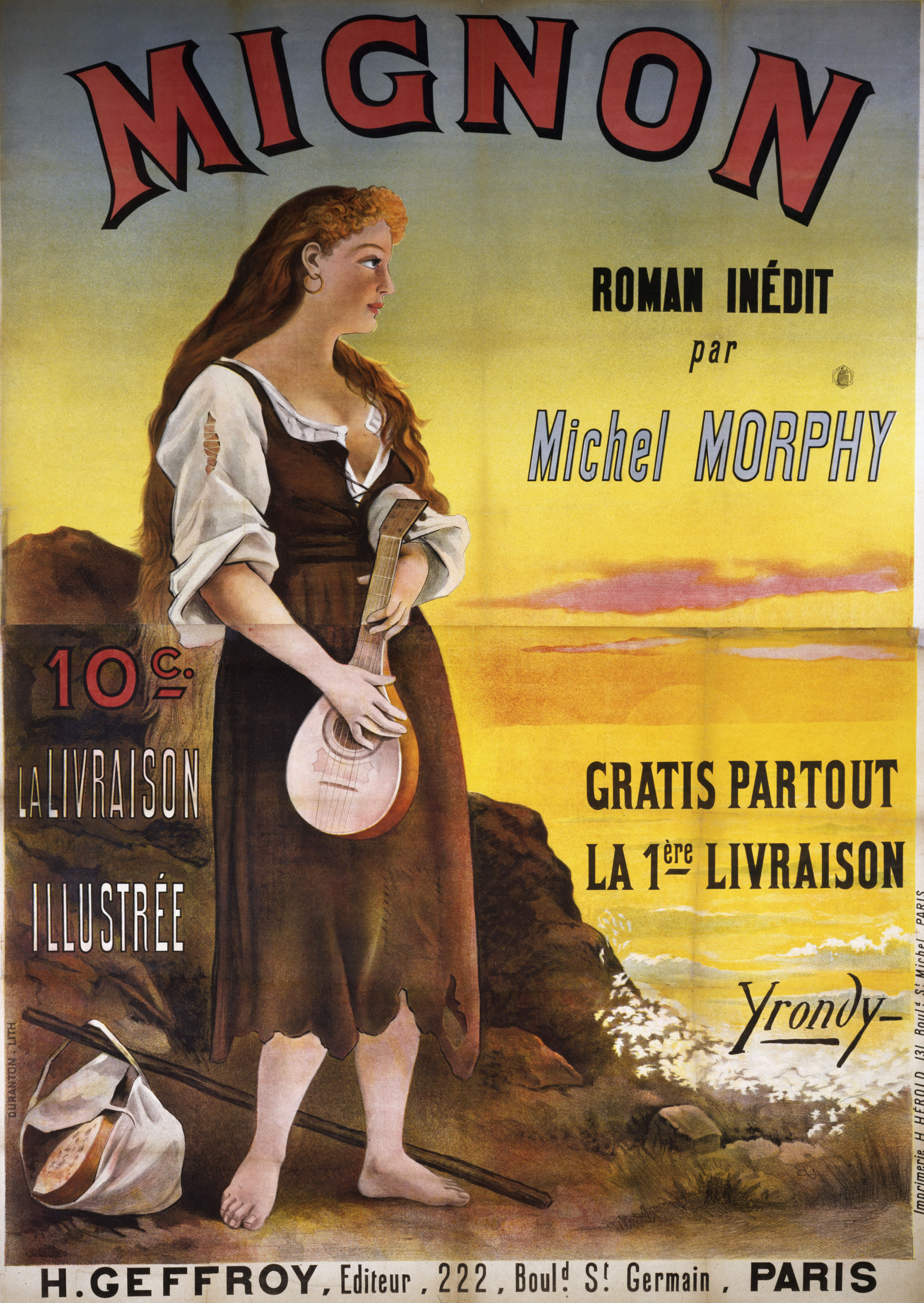
Affiche lithographiée pour le lancement de Mignon (dessin d'Édouard Yrondy, 1896) en fascicules chez H. Geffroy.

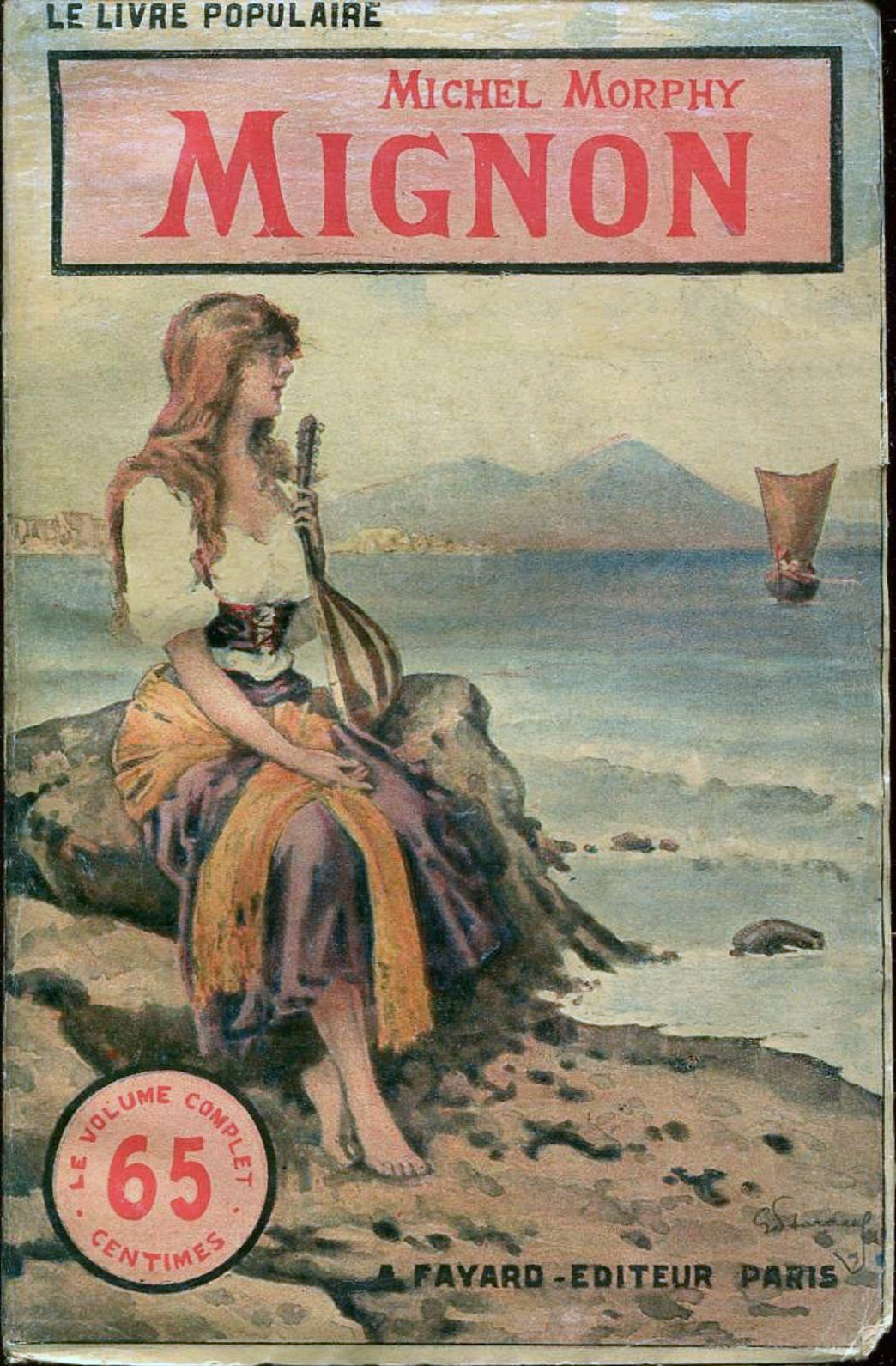
Couverture illustrée par Gino Starace pour le roman Mignon, Paris, Librairie Arthème Fayard, collection « Le Livre populaire », no 6, octobre 1905.

- Les Mystères de la pornographie cléricale, 1884
- Une nuit de noces, N. Blanpain, Paris, 1886
- Le Vampire, J-M Coustillier éditeur, Paris, 1886[15]
- Le Chiffonnier de Paris, adaptation de la pièce de Félix Pyat avec l'auteur, Fayard, 1887
- La Marchande des quatre saisons, H. Geffroy éditeur, Paris, 1894[16]
- La Dame blanche, H. Geffroy éditeur, Paris, 1896[17]
- Mignon, H. Geffroy éditeur, Paris, 1896.
- L'Ange du faubourg, Fayard frères, Paris, 1897
- Première nuit de noces, H. Geffroy éditeur, Paris, 1898
- Faust et Marguerite, Jules Rouff et Cie éditeurs, Paris, 1902[18]
- Le Roman de Mireille, H. Geffroy éditeur, Paris, parution sous forme de fascicules expédiés aux abonnés, années indéterminées (vers 1903-1911)
- Les Noces de Mignon, Arthème Fayard et Cie
- Mariage d'amour, 1906
- La Dame blanche, H. Geffroy éditeur, Paris, 1906
- Mademoiselle Cent-Millions, 1907
- Cruel amour, 1907[19]
- La Bambine, 1907[20]
- La Mie aux baisers, 1909
- Le Gosse de Paris, 1910
- Fiancée maudite, 1911
- La Fille de Mignon, Arthème Fayard et Cie, [1912]
- Mignon vengée !, 1912
- Mirette, 1913
- Les Amours de Cendrillon, H. Geffroy, Paris
- Le Nouveau Robinson Crusoé
- Histoire complète du général Boulanger, N. Blanpain, 1889
- Le Commandant Marchand et ses compagnons d'armes à travers l'Afrique
- Le Chiffonnier de Paris, avec Félix Pyat, 1923
- La Sultane blonde, 1923
- Bel Amour, J. Ferenczi et fils, Paris, 1926

sous le nom de Maximilien Lennat
- Démona la dompteuse, Paris, Fayard frères, petite Bibliothèque Universelle de poche, 1886
- Les Compagnons de la Roquette (La Bambine), Paris, Fayard frères, petite Bibliothèque Universelle de poche, 1886
- Martyr d'amour (Urbain Grandier), Paris, Fayard frères, petite Bibliothèque Universelle de poche, 1886

## Adaptations théâtrales
- 1913 : Mignon, drame en 6 actes et 9 tableaux de M. Dezassis et Michel Morphy, au théâtre Molière (14 janvier)
- 1913 : Braves gens et fripouilles, drame en 5 actes et 8 tableaux de M. Dezassis et Michel Morphy, au théâtre des Gobelins (5 septembre)

## Adaptations cinématographiques
- 1913 : La Fiancée maudite, d'Émile Chautard
- 1913 : Mademoiselle Cent-Millions, de Maurice Tourneur.

## Distinction
- Prix Richebourg de la Société des Gens de Lettres en 1920[21]